# Šoštanj
Šoštanj (em alemão:  Schönstein) é um município da Eslovênia. A sede do município fica na localidade de mesmo nome.